# Cunard-White Star Line
Die Cunard-White Star Line war eine britische Reederei mit Sitz in Liverpool, die 1934 aus einer Zwangsfusionierung mit anteiliger Teilhabe zwischen der Cunard Line und der White Star Line entstand. In die 15 Jahre andauernde Existenz der Cunard-White Star Line fiel die Indienststellung bedeutender Passagierschiffe wie der Queen Mary oder der Queen Elizabeth. Nachdem Cunard bereits 1947 alle Anteile der White Star Line übernommen hatte, wurde die Reederei 1949 ganz von der Cunard Line übernommen und aufgelöst.

## Geschichte

### Entstehung
Während der Weltwirtschaftskrise gerieten mit der Cunard Line und der White Star Line auch zwei der größten Reedereien Großbritanniens in finanzielle Schwierigkeiten. Geld zum Weiterbau von bereits auf Kiel gelegten Schiffen fehlte. Bei White Star handelte es sich hierbei um die  Oceanic, bei Cunard um die Queen Mary. Die Queen Mary konnte mit größerer Verspätung fertiggestellt werden, während der Bau der Oceanic bereits 1929 eingestellt und der unfertige Rumpf abgewrackt wurde.
Die britische Regierung unterstützte den Bau der Queen Mary mit Finanzspritzen über mehrere Millionen Pfund. Diese wurden bewilligt, wodurch der seit Dezember 1931 stockende Bau im April 1934 fortgesetzt werden konnte. Bedingung hierfür war jedoch eine Fusion Cunards mit der finanziell noch schlechter aufgestellten White Star Line, um auf diese Weise möglichst beide Unternehmen und somit auch die hiermit verbundenen Arbeitsplätze zu sichern. Durch die staatlich angeordnete Zwangfusionierung entstand aus den sich Jahrzehntelang rivalisierenden Reedereien nach Zustimmung aller beteiligter Parteien am 10. Mai 1934 die Cunard-White Star Line. Cunard gehörte als finanziell stärkerer Partner hierbei 62 Prozent des Unternehmens, White Star die restlichen 38 Prozent.
Die Flotte der neuen Reederei bestand aus den bereits vorhandenen Einheiten der Cunard und White Star Line, von denen viele der älteren Schiffe jedoch kurze Zeit später verkauft oder abgewrackt wurden. Zu den bekanntesten dieser Schiffe zählten unter anderem die Mauretania, zwei Dampfer der Imperator-Klasse (die Majestic der White Star Line und die Berengaria der Cunard Line) sowie mit der Olympic das Schwesterschiff der 1912 gesunkenen Titanic. Insgesamt besaß die Cunard-White Star Line bei ihrer Gründung 23 Passagierdampfer und eine Frachterflotte.

### Vorkriegsjahre
Die sechs Jahre lang im Bau befindliche Queen Mary konnte 1936 in Dienst gestellt werden und war fortan das größte Schiff der Welt. Im selben Jahr gelang dem neuen Dampfer der Gewinn des Blauen Bandes für die schnellste Transatlantiküberquerung. Beide Titel hatte zuvor die französische Normandie inne. 1939 folgte mit der zweiten Mauretania ein weiterer bedeutender Neubau zur Ergänzung auf der Transatlantiklinie. Dritter Neubau des Reedereiverbundes wurde 1940 die nicht mehr in Friedenszeiten fertiggestellte Queen Elizabeth, die den Status als größtes Schiff der Welt von ihrer Flottenschwester Queen Mary übernommen hatte.

### Zweiter Weltkrieg
Während des Zweiten Weltkriegs diente ein Großteil der Flotte der Cunard-White Star Line entweder als Truppentransporter, Lazarettschiff oder bewaffneter Hilfskreuzer. Mehrere Schiffe wurden von der britischen Regierung aufgekauft und kehrten auch nach Kriegsende nicht mehr in den zivilen Dienst zurück. Vier Passagierdampfer sowie mehrere Frachtschiffe der Reederei gingen im Krieg verloren. So wurde im September 1942 die Laconia vom deutschen U-Boot U 156 versenkt, wobei 1658 Menschen ums Leben kamen. Bei der Versenkung der Lancastria durch Einheiten der deutschen Luftwaffe im Juni 1940 starben nach unterschiedlichen Angaben sogar zwischen 3500 und 6500 Menschen, was dies zu einem der Schiffsverluste mit den meisten Todesopfern der Geschichte macht.

### Nachkriegsjahre
Nach Kriegsende stellte die Cunard-White Star Line zwischen 1947 und 1948 mit der Media und der Parthia zwei kombinierte Fracht- und Passagierschiffe in Dienst. Letzter Neubau der Reederei wurde die 1949 in Dienst gestellte Caronia, die sowohl für den Transatlantikverkehr als auch als Kreuzfahrtschiff genutzt werden konnte.
1947 übernahm die Cunard Line, die finanziell weitaus besser aufgestellt war als die White Star Line, deren Firmenanteile. Dennoch verblieb der alte Name vor allem aus administrativen Gründen noch weiter bestehen. Zwei Jahre später erfolgte die Auflösung der Cunard-White Star Line und die Übernahme der vorhandenen Flotte durch Cunard. Als Ehrerbietung an die White Star Line wurde noch bis 1968 die Flagge der Reederei auf Cunards Schiffen neben der hauseigenen Flagge gehisst. Zudem trug das letzte im Dienst befindliche Passagierschiff der White Star Line, die Britannic, noch bis zu ihrer Ausmusterung im Jahr 1960 die Rumpffarben ihres früheren Besitzers.
Der Servicebereich der bis heute existierenden und seit 2006 zur Carnival Corporation gehörenden Cunard Line trägt nach wie vor als Hommage an die Cunard-White Star Line die Bezeichnung Cunard White Star Service.

## Flotte
Aufgezählt werden nur die Linienpassagierschiffe der Reederei. Tenderschiffe sowie Frachter unter der Bereederung der Cunard-White Star Line sind nicht genannt.
| Jahr        | Name            | Tonnage    | Werft                                    | Status/Schicksal                                                                          |
| 1934 (1911) | Olympic         | 45.324 BRT | Harland & Wolff, Belfast                 | 1935 abgewrackt                                                                           |
| 1934 (1907) | Mauretania (I)  | 31.938 BRT | Swan Hunter, Wallsend                    | 1934 ausgemustert, 1935 abgewrackt                                                        |
| 1934 (1907) | Adriatic        | 24.541 BRT | Harland & Wolff, Belfast                 | 1934 ausgemustert, 1935 abgewrackt                                                        |
| 1934 (1913) | Ceramic         | 18.713 BRT | Harland & Wolff, Belfast                 | 1934 an die Shaw, Savill & Albion Steamship Company verkauft, 1942 versenkt               |
| 1934 (1913) | Berengaria      | 52.117 BRT | AG Vulkan, Hamburg                       | 1938 abgewrackt                                                                           |
| 1934 (1922) | Homeric         | 34.351 BRT | Schichau-Werke, Danzig                   | 1936 abgewrackt                                                                           |
| 1934 (1914) | Aquitania       | 45.647 BRT | John Brown & Company, Clydebank          | 1949 ausgemustert, 1950 abgewrackt                                                        |
| 1934 (1922) | Majestic        | 56.551 BRT | Blohm + Voss, Hamburg                    | 1936 ausgemustert, 1937 an die britische Admiralität verkauft, 1940 nach Brand abgewrackt |
| 1934 (1921) | Scythia         | 19.730 BRT | Vickers, Barrow-in-Furness               | 1949 von der Cunard Line übernommen, 1958 abgewrackt                                      |
| 1934 (1922) | Samaria         | 19.602 BRT | Cammell, Laird & Company, Birkenhead     | 1949 von der Cunard Line übernommen, 1956 abgewrackt                                      |
| 1934 (1922) | Laconia         | 19.680 BRT | Swan Hunter, Wallsend                    | 1942 versenkt                                                                             |
| 1934 (1922) | Antonia         | 13.867 BRT | Vickers, Barrow-in-Furness               | 1942 an die britische Admiralität verkauft, 1948 abgewrackt                               |
| 1934 (1922) | Lancastria      | 16.243 BRT | William Beardmore and Company, Glasgow   | 1940 versenkt                                                                             |
| 1934 (1923) | Doric           | 16.484 BRT | Harland & Wolff, Belfast                 | 1935 nach Beschädigung durch Kollision abgewrackt                                         |
| 1934 (1923) | Franconia       | 20.158 BRT | John Brown & Company, Clydebank          | 1949 von der Cunard Line übernommen, 1956 abgewrackt                                      |
| 1934 (1924) | Aurania         | 13.984 BRT | Swan Hunter, Wallsend                    | 1942 an die britische Admiralität verkauft, 1961 abgewrackt                               |
| 1934 (1925) | Carinthia       | 20.277 BRT | Vickers, Barrow-in-Furness               | 1940 versenkt                                                                             |
| 1934 (1925) | Ascania         | 14.013 BRT | Armstrong-Whitworth, Newcastle upon Tyne | 1949 von der Cunard Line übernommen, 1957 abgewrackt                                      |
| 1934 (1925) | Alaunia         | 14.040 BRT | John Brown & Company, Clydebank          | 1944 an die britische Admiralität verkauft, 1957 abgewrackt                               |
| 1934 (1923) | Calgaric        | 16.063 BRT | Harland & Wolff, Belfast                 | nie für die Reederei im Einsatz, 1935 abgewrackt                                          |
| 1934 (1927) | Laurentic       | 18.726 BRT | Harland & Wolff, Belfast                 | ab 1935 nur noch sporadisch im Einsatz, 1940 versenkt                                     |
| 1934 (1930) | Britannic       | 26.943 BRT | Harland & Wolff, Belfast                 | 1949 von der Cunard Line übernommen, 1960 abgewrackt                                      |
| 1934 (1932) | Georgic         | 27.759 BRT | Harland & Wolff, Belfast                 | 1949 von der Cunard Line übernommen, 1956 abgewrackt                                      |
| 1936        | Queen Mary      | 80.774 BRT | John Brown & Company, Clydebank          | 1949 von der Cunard Line übernommen, seit 1971 Hotelschiff in Long Beach (Kalifornien)    |
| 1939        | Mauretania (II) | 35.739 BRT | Cammell, Laird & Company, Birkenhead     | 1949 von der Cunard Line übernommen, 1965 abgewrackt                                      |
| 1940        | Queen Elizabeth | 83.637 BRT | John Brown & Company, Clydebank          | 1949 von der Cunard Line übernommen, 1972 nach Brand gesunken und 1975 abgewrackt         |
| 1947        | Media           | 13.345 BRT | John Brown & Company, Clydebank          | 1949 von der Cunard Line übernommen, 1989 nach Brand abgewrackt                           |
| 1948        | Parthia         | 13.362 BRT | Harland & Wolff, Belfast                 | 1949 von der Cunard Line übernommen, 1969 abgewrackt                                      |
| 1949        | Caronia         | 34.183 BRT | John Brown & Company, Clydebank          | 1949 von der Cunard Line übernommen, 1974 nach Schiffbruch abgewrackt                     |